# Остин, Оскар Палмер
Оскар Палмер Остин (англ. Oscar Palmer Austin; 15 января 1948 — 23 февраля 1969) — американский морской пехотинец, посмертно награждённый высочайшей американской военной наградой — медалью Почёта за героизм и самопожертвование, проявленные во Вьетнаме в феврале 1969 года.

## Биография

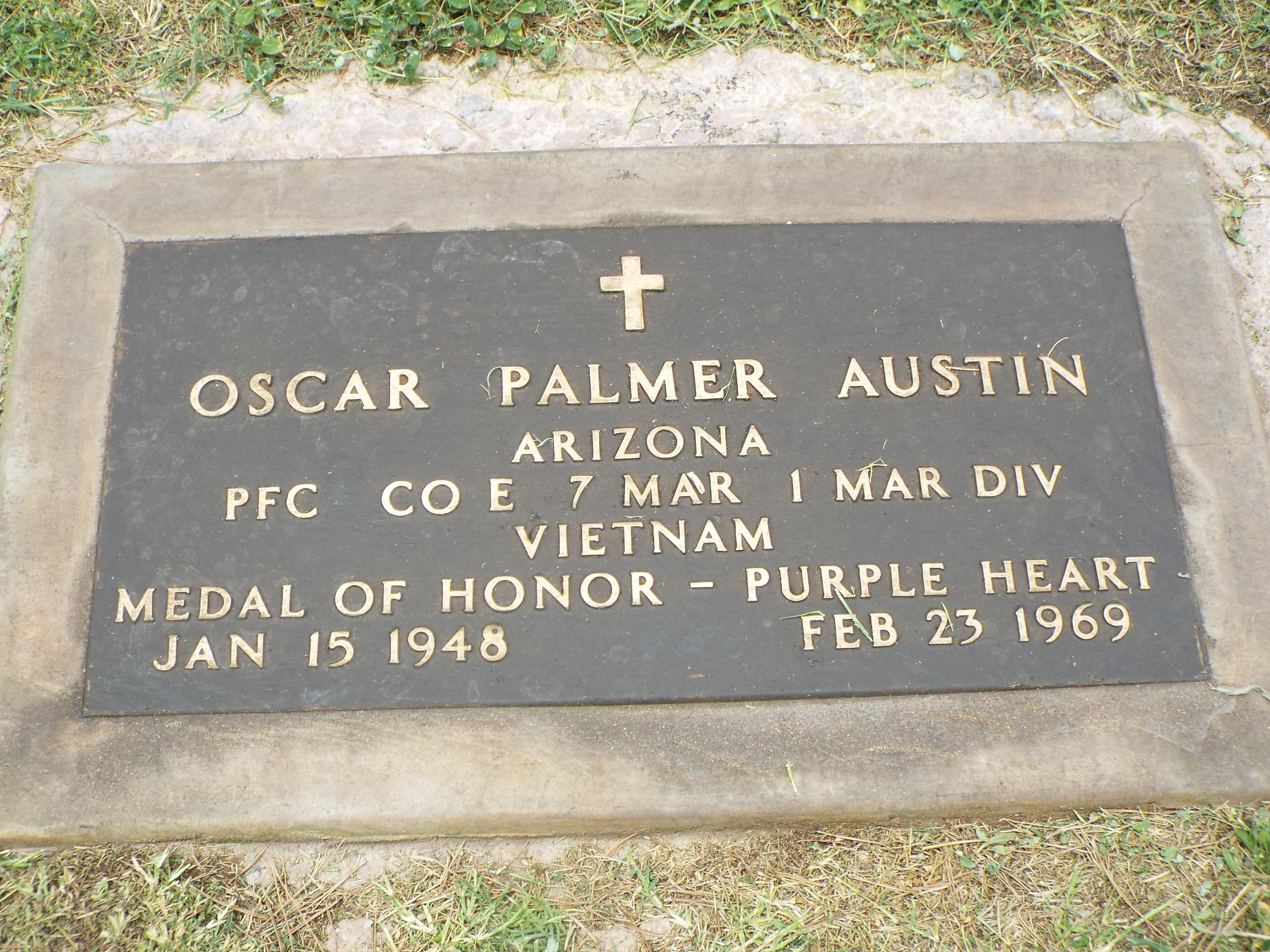
Могильная плита Остина

Остин родился 15 января 1948 года в Накодочес (штат Техас). Посещал начальную школу им. Букера Вашингтона в городе Финикс (штат Аризона) и хай-скул Юнион Финикс.
22 апреля 1968 года в Финиксе Остин вступил в ряды корпуса морской пехоты и в июле 1968 года прошёл рекрутскую подготовку в третьем учебном батальоне на учебной базе Сан-Диего (штат Калифорния). В августе 1968 года прошёл индивидуальную боевую подготовку в роте Т 3-го батальона 2-го учебного пехотного полка базы морской пехоты Кэмп-Пендлтон (штат Калифорния) и в сентябре базовую пехотную подготовку в оружейной роте пехотного батальона базовой учебной подготовки 2-го учебного пехотного полка на базе Кэмп-Пендлтон.
1 октября 1968 года был повышен в звании до рядового первого класса и в этот же месяц переведён в Южный Вьетнам, где отвечал за боезапас в роте Е 2-го батальона 7-го полка 1-й дивизии морской пехоты. 23 февраля 1969 года был убит в бою в 6,5 милях к западу от Дананга.
Рано утром 23 февраля 1969 года наблюдательный пост, на котором находился Остин, попал под яростную атаку большого отряда северовьетнамцев. Они забросали американцев гранатами, использовали подрывные заряды и вели огонь из лёгкого стрелкового оружия. Заметив, что один из его раненых товарищей упал, потеряв сознание и находится на опасной позиции, открытой для вражеского огня Остин без колебаний покинул сравнительно безопасное укрытие в стрелковой ячейке и с полным пренебрежением к собственной безопасности пересёк открытое простреливаемое место, чтобы помочь товарищу. Когда Остин приблизился к товарищу, он увидел, что рядом упала граната. Он прыгнул вперёд, оказавшись между раненым морским пехотинцем и гранатой и принял на себя всю силу взрыва. Несмотря на серьёзное ранение Остин повернулся, чтобы помочь упавшему товарищу и увидел, как северовьетнамец прицелился в бесчувственного морского пехотинца. С полным осознанием последствий Остин бросился между раненым морским пехотинцем и вражеским солдатом, при этом он получил смертельное ранение. Остин был похоронен на кладбище Greenwood/Memory Lawn Mortuary & Cemetery города Финикс.

## Награды
| A light blue ribbon with five white five pointed stars |                                                         |
|                                                        | Бронзовая звезда за службу · Бронзовая звезда за службу |

| Медаль Почёта                           | Медаль Почёта                           | Медаль Почёта                                             | Пурпурное сердце                                          | Пурпурное сердце                 | Пурпурное сердце                 |
| Медаль «За службу национальной обороне» | Медаль «За службу национальной обороне» | Медаль «За службу во Вьетнаме» с двумя звёздами за службу | Медаль «За службу во Вьетнаме» с двумя звёздами за службу | Медаль «За кампанию во Вьетнаме» | Медаль «За кампанию во Вьетнаме» |

### Наградная запись к медали Почёта
Президент Соединённых штатов от имени Конгресса берёт на себя честь вручить медаль Почёта посмертно
рядовому первого класса Оскару П. Остину

КОРПУС МОРСКОЙ ПЕХОТЫ США 

За службу, как указано в следующей цитате:
За выдающуюся храбрость и отвагу [проявленные] с риском для жизни при выполнении и перевыполнении долга службы в ходе службы помощника пулемётчика роты Е второго батальона седьмого полка первой дивизии морской пехоты в связи с операциями против вражеских сил в республике Вьетнам. Рано утром 23 февраля 1969 года наблюдательный пост, на котором находился рядовой первого класса Остин стал целью яростной атаки большого отряда северовьетнамской армии, поддержанной ливнем ручных гранатам, подрывных зарядов и огня из лёгкого стрелкового оружия. Заметив, что один из его раненых товарищей упал, потеряв сознание, и находится на опасной позиции, открытой для вражеского огня рядовой первого класса Остин без колебаний покинул сравнительную безопасность своей стрелковой ячейке и с полным пренебрежением к собственной безопасности пересёк открытое простреливаемое место, чтобы помочь товарищу перебраться в прикрытое место. Когда Остин приблизился к раненому, он увидел, что рядом упала граната. Быстро отреагировав он прыгнул вперёд, оказавшись между раненым морским пехотинцем и смертоносным предметом и поглотил собой эффект детонации. Проигнорировав болезненные ранения и повернувшись, чтобы помочь раненому он увидел, как солдат северовьетнамской армии прицелился в его бесчувственного морского пехотинца. С полным осознанием возможных последствий и думая только о защите морского пехотинца рядовой первого класса Остин решительно бросился между раненым морским пехотинцем и вражеским солдатом, при этом он был смертельно ранен. Неукротимая смелость рядового первого класса Остина, вдохновляющая инициатива и полное посвящение долгу поддерживают высочайшие традиции корпуса морской пехоты и военно-морской службы Соединённых штатов. Он доблестно отдал жизнь своей стране.
/подп. Ричард М. Никсон
Оригинальный текст (англ.)
The President of the United States in the name of The Congress takes pride in presenting the MEDAL OF HONOR posthumously to
PRIVATE FIRST CLASS OSCAR P. AUSTIN

UNITED STATES MARINE CORPS

for service as set forth in the following CITATION:
For conspicuous gallantry and intrepidity at the risk of his life above and beyond the call of duty while serving as an Assistant Machine Gunner with Company E, Second Battalion, Seventh Marines, First Marine Division in connection with operations against enemy forces in the Republic of Vietnam. During the early morning hours of February 23, 1969, Private First Class Austin's observation post was subjected to a fierce ground attack by a large North Vietnamese Army force supported by a heavy volume of hand grenades, satchel charges and small arms fire. Observing that one of his wounded companions had fallen unconscious in a position dangerously exposed to the hostile fire, Private First Class Austin unhesitatingly left the relative security of his fighting hole and, with complete disregard for his own safety, raced across the fire-swept terrain to assist the Marine to a covered location. As he neared the casualty, he observed an enemy grenade land nearby and, reacting instantly, leaped between the injured Marine and the lethal object, absorbing the effect of its detonation. As he ignored his painful injuries and turned to examine the wounded man, he saw a North Vietnamese Army soldier aiming a weapon at his unconscious companion. With full knowledge of the probable consequences and thinking only to protect the Marine, Private First Class Austin resolutely threw himself between the casualty and the hostile soldier and, in so doing, was mortally wounded. Private First Class Austin's indomitable courage, inspiring initiative and selfless devotion to duty upheld the highest traditions of the Marine Corps and the United States Naval Service. He gallantly gave his life for his country.
/S/RICHARD M. NIXON

### Почести
В честь Остина были названы:
- Остин-холл в клубе для рядового состава начальной школы на базе морской пехоты Куантико, штат Виргиния[3].
- Эсминец USS Oscar Austin (DDG-79) вступивший в строй в 2000 году, первый корабль подкласса Flight IIA типа ракетных эсминец «Арли Бёрк»[4].